# Sila (narod)
Sila (Si La, Người Si La).-Mongoloidni narod Tibetsko-Burmanske porodice nastanjen u tropskim šumama središnjeg Laosa i susjednog Vijetnama. Etnički su najsrodniji narodu grupe Lolo kojima po svoj prilici i pripadaju. 
Porijeklom su iz južne Kine odakle su u ranom 9. stoljeću migrirali u sjeverni Laos. 
Sila kao i drugi narodi planinskih predjela ovih krajeva žive od lova i sakupljanja šumskih plodova, ali i od obrade tla. Naselja se sastoje od malenih grupica kuća učinjenih od drveta ili bambusa, koje počivaju na drvenim podupiračima zabijenim u zemlju, ispod kojih punu slobodu uživaju seoske svinje, perad i koze, koje također uzgajaju. 
Sjeverne provincije Laosa, klimatski su pogodne za uzgoj maka od kojega ovaj narod, kao i njihovi susjedi, proizvode opijum. Sile ovaj opijum koriste u svoje medicinske svrhe, ali većina pronalazi put na sjever, u Kinu. 
Kod Sila je u religiji poznato obožavanje predaka čiji duhovi živima mogu pomoći da ih upute na pravi put ili zaštite od nekog zla. Animizam, također prisutan kod njih, i obožavanje predaka česti su u ovim krajevima Azije. 

## Vanjske poveznice
- Central and Southern Loloish languages of Vietnam